# Towarzystwo Internistów Polskich
Towarzystwo Internistów Polskich – stowarzyszenie medyczne zrzeszające polskich lekarzy chorób wewnętrznych. 

## Historia
Powstało formalnie w 1906 roku jako Towarzystwo Internistów Ziem Polskich. Swoją obecną nazwę nosi od 1923 roku. Towarzystwo Internistów Polskich jest członkiem European Federation of Internal Medicine. Wydaje własny miesięcznik – „Polskie Archiwum Medycyny Wewnętrznej”.
Organizuje zjazdy, na których przedstawiane są najnowsze wytyczne w zakresie profilaktyki i leczenia szeroko pojętych chorób wewnętrznych (ostatni zjazd miał miejsce w dniach 24–26.04.2008 w warszawskiej Sali Kongresowej).
W przeszłości jednym z prezesów TIP był płk dr Edward Żebrowski.